# Знаменская церковь (Пушкин)
Це́рковь ико́ны Бо́жией Ма́тери «Зна́мение» — православный храм в городе Пушкине (Санкт-Петербург), расположенный на Дворцовой улице, в центре города, рядом с Екатерининским дворцом. Храм является старейшим сооружением Царскосельского дворцово-паркового ансамбля, первым каменным зданием Царского Села.
Знаменская церковь приписана к Екатерининскому собору Санкт-Петербургской епархии Русской православной церкви.
Церковь сооружена в 1734—1747 годах. С 1943 по 1991 год храм был закрыт.
В храме находится икона преподобного Серафима Саровского в серебряном окладе, переданная в церковь Николаем II.

## История

### Предшествовавшие постройки
После приписки Сарской мызы и прилегающих к ней селений к «комнате её царского величества», население этой местности стало увеличиваться. Уже в 1715 году сюда были перевезены 200 дворов из семейных и зажиточных крестьян. А ещё в марте 1713 года в мызу направили священника с диаконом и причетником. Богослужение совершалось в походной церкви Екатерины I, которая располагалась в палате построенного в 1710 году деревянного дворцового строения до возведения отдельного храма.
Однако эта церковь не могла обслуживать всех жителей мызы, и в 1714 году начинает строиться отдельный храм. Он возводился в берёзовой роще (ныне Лицейский садик). Работы были окончены к осени. Освящение произошло 2 (13) ноября 1716 года в присутствии императорской семьи в честь Успения Пресвятой Богородицы.
Уже через год после освящения для возрастающего в Сарской мызе и вокруг неё православного населения и эта церковь оказалась недостаточной, и поэтому в 1717 году к западу от Успенской было повелено построить новую деревянную на каменном фундаменте церковь в честь Благовещения Пресвятой Богородицы. Строительство храма закончили ещё в 1723 году, но лишь 6 (17) августа 1724 года его освятили. Освящение происходило с особенной для того времени торжественностью.
По причине освящения новой церкви в честь Благовещения Пресвятой Богородицы Сарское село стали называть Благовещенским, однако это название не прижилось и уже через полтора месяца к нему вернулось прежнее. Недолго простоял и храм: 24 июня (5 июля) 1728 года он сгорел до основания от молнии. Походная церковь была спасена.

### до 1918 года
Место сгоревшей Благовещенской церкви пустовало 6 лет, до 1734 года, когда цесаревна Елизавета Петровна, владелица Сарского села, повелела построить новый храм, расширив фундамент, оставшийся от погибшей постройки. Для этого был приглашён архитектор Иван Бланк; известно, что в строительстве участвовал и Михаил Земцов. Закладка церкви состоялась в середине мая. 6 (17) июля 1736 года были освящены два придела: правый — во имя святой великомученицы Екатерины, и верхний — святителя Николая Чудотворца. В 1742 году Знаменская церковь была уже в состоянии поместить всех жителей села. Об этом говорит тот факт, что стоявшая рядом Успенская церковь 29 сентября (10 октября) была перенесена на кладбище за ручей Вангази. В 1745 году Елизавета Петровна приказала устроить вокруг церкви рощу с дорожками.

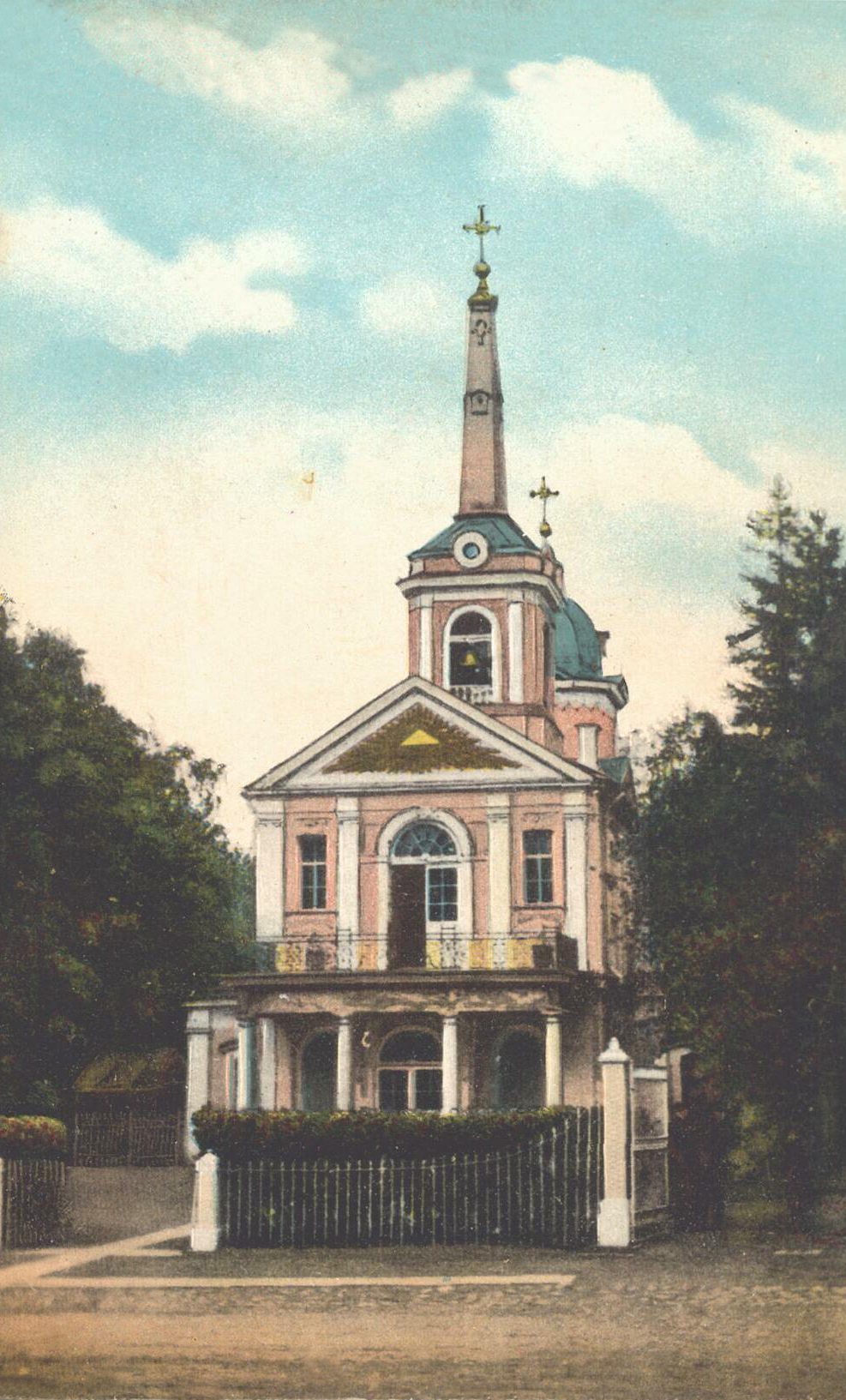
Фото 1900-х годов

Через два года, в 1747 году, храм был окончен. В середине мая, незадолго до полного освящения храма, в Сарское село крестным ходом, длившимся 3 дня, была перенесена чудотворная икона Пресвятой Богородицы «Знамение» (Царскосельская). В шествии участвовала сама Елизавета Петровна, неся иногда образ на руках. После того как икону переместили в Знаменскую церковь, она стояла над царскими вратами главного иконостаса.
8 (19) сентября 1758 год, в праздник Рождества Пресвятой Богородицы, в церкви произошёл случай, который описывает Екатерина II в своих записках. В этот день стала публично известной неизлечимая болезнь Елизаветы Петровны, долго скрываемая от народа. Императрица во время литургии, почувствовав себя плохо, вышла на паперть. Оказавшись на свежем воздухе, она на глазах толпы упала в обморок, после которого несколько дней не могла оправиться и даже временно лишилась языка
Первоначально в храме было четыре придела: главный — в честь иконы Божией Матери «Знамение»; правый, южный, — святой великомученицы Екатерины; левый, северный, — святых праведных Захарии и Елисаветы; верхний, над притвором, — святителя Николая Чудотворца.
При Екатерине II, в 1772 году, к храму было пристроено парадное крыльцо с балконом на четырёх мраморных колоннах. В орнамент решётки включён вензель «Е II». Обычно после переезда весной в Царское Село, ежегодно 9 (21) мая, императрица присутствовала при священнослужениях в Знаменской церкви. На этом балконе императрица слушала литургию. Здесь для неё устанавливался навес на двух шестах для защиты от дождя. В этот период существовал и специальный помост для перехода в церковь из дворца. В 1785 году императрица поручила Д. Кваренги составить проект сооружения каменной надвратной колокольни при входе на территорию храма. Однако в 1789 году колокола были переправлены на деревянную колокольню, сооружённую над храмом. К 1817 году колокольня обветшала и на её месте, по проекту Л. Руска, построена новая, также деревянная.
Изначально Знаменская церковь состояла в придворном ведомстве, позже переходила сначала в ведение епархиального (1805 год), затем военного (24 октября (5 ноября) 1840 года, с припиской к Лицею), а после этого снова епархиального (27 марта (8 апреля) 1842 года) и придворного ведомств (19 [31] октября 1845 года, как приписную к дворцовой Воскресенской церкви).
Когда церковь была передана в придворное ведомство, то, в отличие от дворцовой, она называлась «Малой придворной Царскосельской церковью». В ней проходили богослужения круглый год, исключая дней от Великого Четверга до первого дня Пасхи. 16 (28) февраля 1859 года при храме был утверждён постоянный хор певчих.
К 1865 году прекратились службы в верхнем приделе святителя Николая Чудотворца, и он был закрыт. Его престол и иконостас передали в Павловск, в Николаевскую церковь. На месте алтаря были устроены новые хоры (до этого они находились на устроенном в 1736 году балконе за восточной стеной придела внутри храма). В результате перестроек под руководством архитектора А. Ф. Видова внешний вид церкви изменился: были построены тамбура к главному входу и входу в ризницу, примыкавшую с северо-восточной стороны к главному алтарю; прорублены окна; изменены формы купола и колокольни.
В 1891 году, ввиду своих малых размеров, были упразднены и два боковых придела. Ещё, спустя год, их иконостасы передали в Реконскую Троицкую пустынь Новгородской губернии, а на их месте устроили киоты для икон: Казанской Божией Матери и чудотворной Божией Матери «Знамение». В 1899 году вся церковь была капитально ремонтирована по проекту Сильвио Данини; кроме постройки «покоя для высочайших особ» с отдельным подъездом, расширена часть храма у входа. Храм в плане изменился на прямоугольный. Внутри церковь была облицована искусственным мрамором. Через год в здании устроено электрическое освещение.

### 1918—1991
После Октябрьской революции, в 1918 и 1924 годах, в храме произвели ряд ревизий, в результате которых количество ценностей заметно уменьшилось. К началу Великой Отечественной войны Знаменская церковь осталась единственной действующей в городе. 17 сентября 1941 года немецкие войска заняли город Пушкин, в октябре депортировали певчих церковного хора. Настоятель храма, протоиерей Феодор Забелин, жил в нём до 12 августа 1942 года. Немцы, эвакуируя из города гражданское население, разрешили верующим вывезти Знаменскую икону. Она оказалась в Латвии и после войны была доставлена в Ленинград, где митрополит Ленинградский Григорий передал её в храм Ленинградской духовной академии. К этому времени Знаменская церковь числилась закрытой: после освобождения г. Пушкин она не была возвращена верующим. В 1946 году здание поступило в ведение Центрального хранилища музейных фондов и использовалось как книжный склад.
В 1960—1962 годах произошла масштабная внешняя реставрация под руководством архитектора Михаила Плотникова. В процессе реставрации храму был возвращён первоначальный вид XVIII века. Внутри храма были устроены межэтажные перекрытия, в бывшем правом приделе — туалетная комната. После работ в здании Знаменской церкви размещались реставрационные мастерские Екатерининского дворца.

### после 1991
В 1991 году храм был передан Русской православной церкви в плачевном состоянии: здание было практически лишено фундамента, приделы отходили от главного нефа.
10 декабря 1991 года в Знаменской церкви прошла первая литургия.
В 1995 году в Знаменской церкви началась реставрация, закончившаяся через 15 лет.

## Архитектура, убранство и устройство церкви

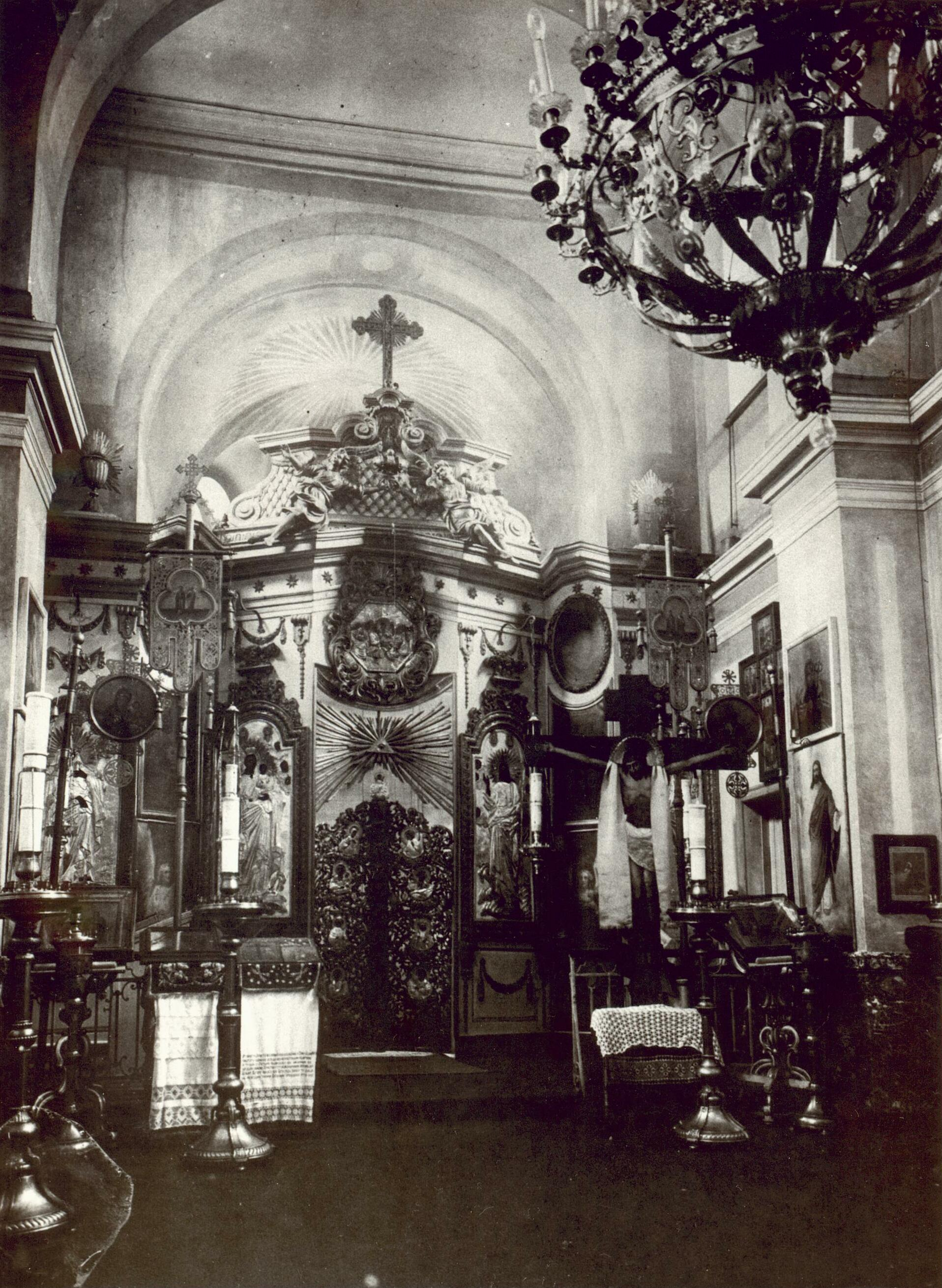
Интерьер храма. 1910-е годы

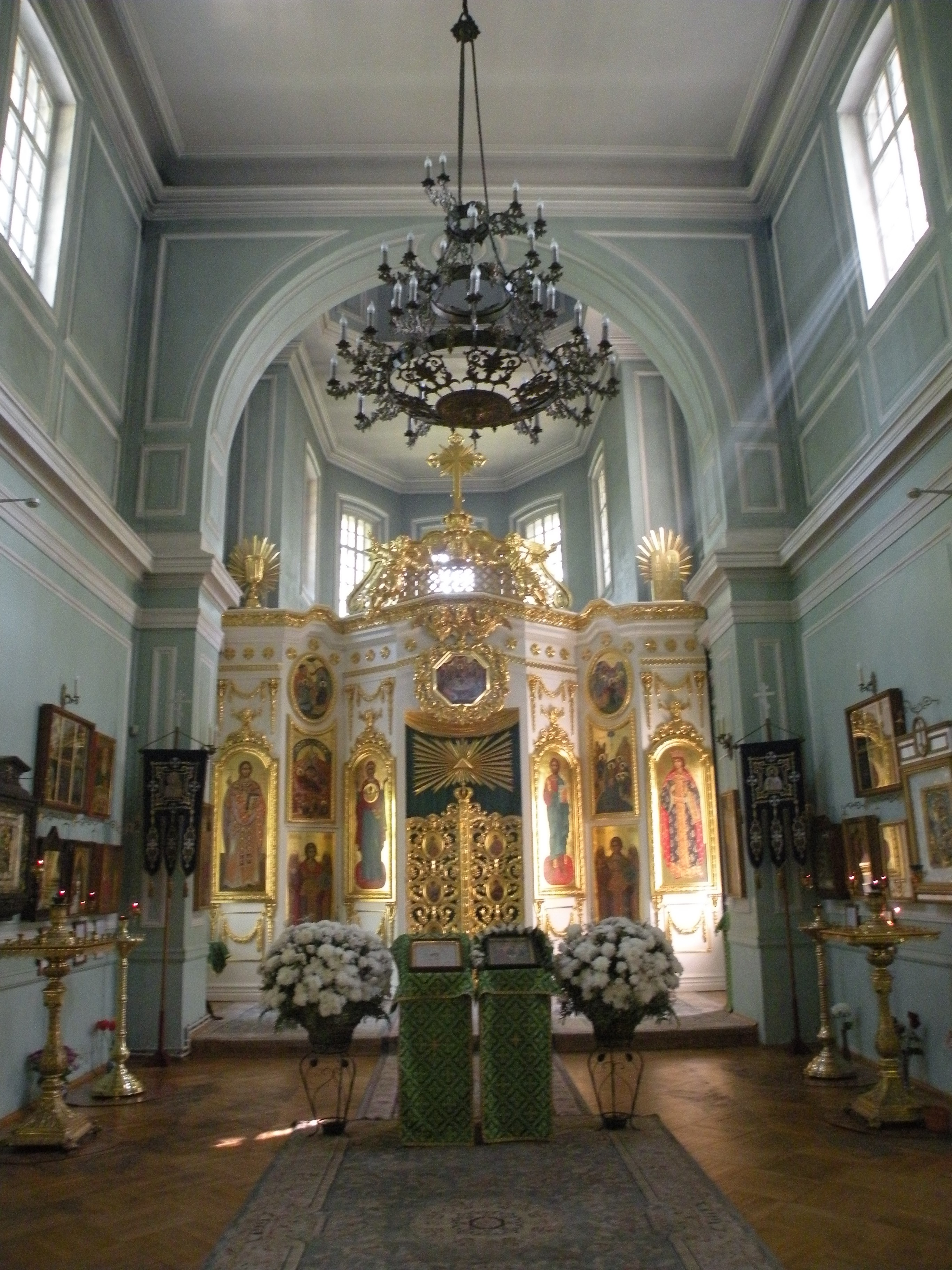
Интерьер храма. 2015 год

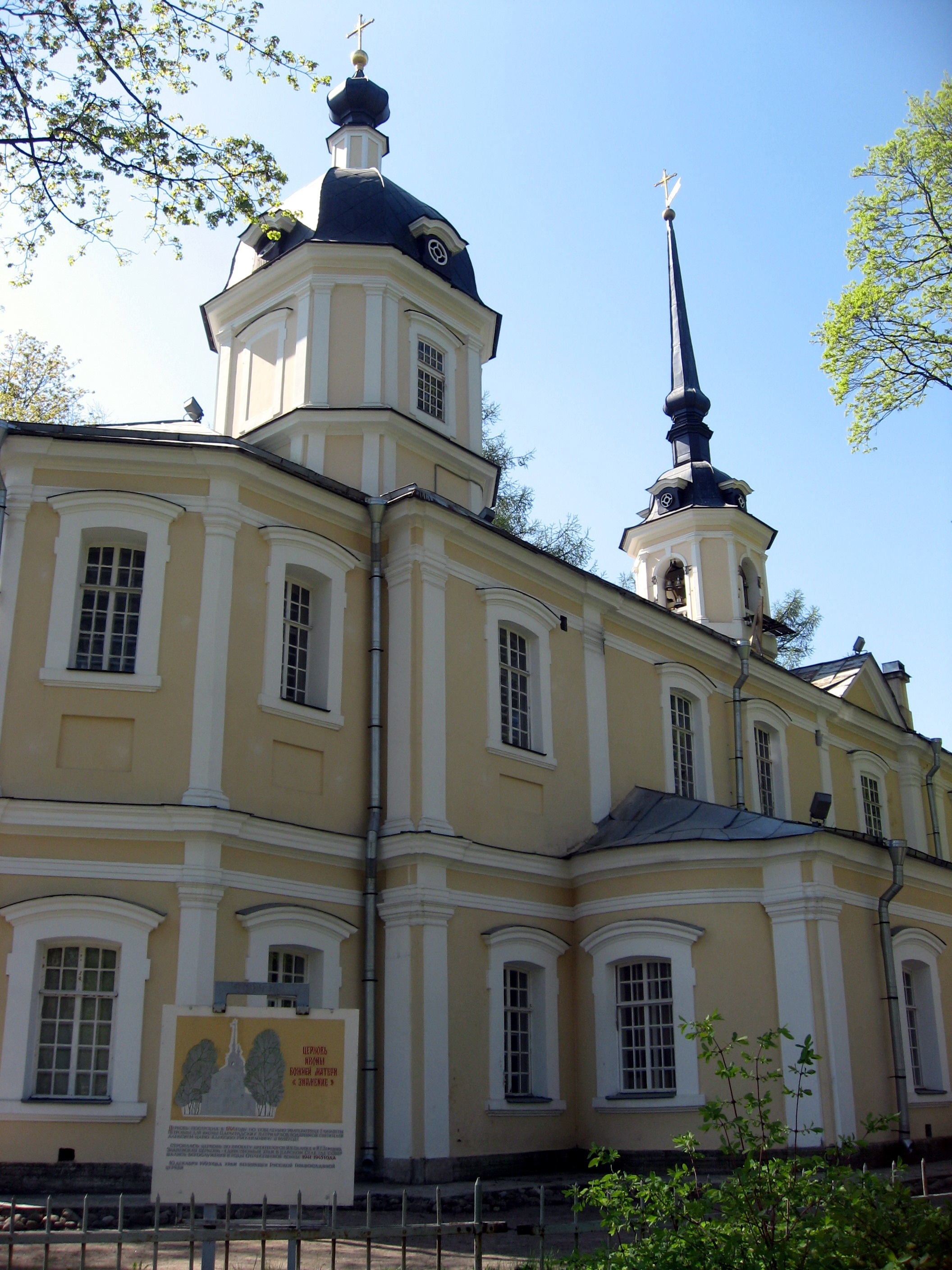
Вид с северной стороны

Знаменская церковь остаётся единственной сохранившейся до наших дней постройкой И. Я. Бланка и является ярким примером здания эпохи петровского барокко. Храм — однокупольная каменная базилика с деревянной колокольней. Стены выкрашены охрой, с белыми пилястрами по фасаду. С запада к храму пристроен небольшой четырёхколонный портик с балконом, на ограде которого находится вензель Екатерины II. В храм ведут три входа: западный, северный и южный.
По форме здание трёхнефное, причем средний неф высотой в два этажа.
Внутри стены выкрашены в бирюзовый цвет с белым кантом. Пол паркетный. Паникадило в храме одно, в главном нефе. Барочный иконостас является восстановленной копией первоначального иконостаса. Царские врата позолочены.
В притворе, слева от главного входа расположена чугунная круглая лестница, ведущая на хоры, которая была установлена в 1878 году. Между притвором и самим храмом были вновь устроены 2 печи, которые отапливают храм, наряду с центральным отоплением.
На втором этаже, на месте алтаря бывшего Никольского придела находятся хоры, оттуда же лестница ведёт на колокольню.

### Чтимые святыни
В храме находится икона преподобного Серафима Саровского в серебряном окладе, переданная в церковь Николаем II. В 2013 году была написана копия Царскосельской чудотворной иконы Божией Матери «Знамение».

### Территория и текущее состояние храма
Территория храма ограждена. К западу от храма находятся две плиты, одна из которых надгробная, без каких-либо сохранившихся надписей.
С сентября 2022 года храм закрыт для капитальной реставрации фасада, фундаментов и дренажно-ливневой системы. Предваврительный срок окончания реставрации — ноябрь 2024 года.

## Традиции
Ежегодно, с 1832 года, 5 июля (по юлианскому календарю) совершался из храма крестный ход в память об избавлении от холеры в 1831 году. Начинался он тем, что причты всех городских церквей приходили с иконами, крестами и хоругвями к Знаменской церкви, когда в ней оканчивалась литургия. Придворный причт с чудотворной иконой Божией Матери «Знамение» присоединялся к ним, и все вместе выходили на площадь перед Екатерининским дворцом, где совершался благодарственный молебен с коленопреклонением и возглашением многолетия царствующему дому, царскосельским жителям и всем православным христианам. Далее крестный ход направлялся к Орловским воротам, за которыми, на «главном резервуаре царскосельских вод», совершалось водоосвящение, а потом шли к Софийскому собору и, после краткого молебна, следовали на северо-восточную оконечность города мимо госпиталя до станции железной дороги, отсюда к Екатерининскому собору, где также совершался молебен. Отсюда крестный ход шёл к Кузьминским (Египетским) воротам, потом в Александровский парк до императорской фермы и к Александровскому дворцу. Здесь после краткого молебна с коленопреклонением, крестный ход оканчивался. Придворный причт с чудотворной иконой возвращался в Знаменскую церковь, а остальные причты — в Екатерининский собор. Крестный ход начинался в 11 часов утра и продолжался до 6 часов вечера, в нём участвовали жители не только Царского Села, но и окрестностей.

## Духовенство
| Настоятели церкви                                        | Настоятели церкви                                                  |
| Даты                                                     | Настоятель                                                         |
| -------------------------------------------------------- | ------------------------------------------------------------------ |
| 1735—1736                                                | священник Игнатий Гаврилов (1690 — после 1740)                     |
| 1736—1745                                                | священник Алексий Козьмин (1698 — после 1750)                      |
| 1745 — 27 сентября (8 октября) 1756                      | протоиерей Иоанн Авраамьев (1700—1756)                             |
| 1756 — октябрь 1762                                      | протоиерей Тимофей Васильев (1714—1763)                            |
| октябрь 1762 — октябрь 1763                              | священник Пётр Ильин (1710 — после 1774)                           |
| октябрь 1763—1767                                        | протоиерей Иаков Иванович Мултянский (1708 — после 1778)           |
| 1767 — январь 1774                                       | священник Пётр Ильин (1710 — после 1774)                           |
| январь 1774 — 16 (28) мая 1802                           | протоиерей Иоанн Дементьевич Навроцкий (1723—1802)                 |
| май 1802—1805                                            | протоиерей Певел Сергеевич Флёров (1760—1805)                      |
| 1805—1817                                                | …                                                                  |
| 24 сентября (6 октября) 1817 — 19 февраля (3 марта) 1818 | священник Стефан Фёдоров (1765 — после 1820)                       |
| 19 февраля (3 марта) 1818 — январь 1830                  | священник Пётр Николаевич Николаев (1790—1843)                     |
| январь 1830 — 4 (16) августа 1838                        | священник Феодор Васильевич Сильницкий (1787—1850)                 |
| 4 (16) августа 1838 — 23 октября (4 ноября) 1846         | священник Иоанн Кондратьевич Фёдоров (1807—1878)                   |
| 23 октября (4 ноября) 1846 — 1917                        | приписана к Воскресенской дворцовой церкви                         |
| 1917—1920                                                | протоиерей Иоанн Филиппович Сперанский (1850—1924)                 |
| 1920—1924                                                | священник Иоанн Андреевич Янсон (1878—1954)                        |
| 1924—1927                                                | священник Леонид Константинович Константинов (1880-е — после 1927) |
| 1928—1929                                                | протоиерей Константин Васильевич Ивановский (1866 — после 1935)    |
| 1929 — март 1938                                         | священник Сергий Васильевич Сырнев (1858—1940 ?)                   |
| 12 марта 1938 — август 1942                              | протоиерей Феодор Фёдорович Забелин (1868—1949)                    |
| август 1942—1943                                         | протоиерей Иоанн Лаврентьевич Коляденко (1873 — после 1944)        |
| 1943—1991                                                | период ликвидации прихода                                          |
| 1991—2010                                                | приписана к Софийскому собору                                      |
| 2010 — настоящее время                                   | приписана к Екатерининскому собору                                 |